# Proszynskia
Genre
Proszynskia est un genre d'araignées aranéomorphes de la famille des Salticidae.

## Distribution
Les espèces de ce genre se rencontrent en Inde et au Sri Lanka.

## Liste des espèces
Selon World Spider Catalog (version 20.0, 28/04/2019) :
- Proszynskia anusuae (Tikader & Biswas, 1981)
- Proszynskia diatreta (Simon, 1902)

## Étymologie
Ce genre est nommé en l'honneur de Jerzy Prószyński.

## Publication originale
- Kanesharatnam & Benjamin, 2019 : Multilocus genetic and morphological phylogenetic analysis reveals a radiation of shiny South Asian jumping spiders (Araneae, Salticidae). ZooKeys, no 839, p. 1-81 (texte intégral).